# Ricardo
Ricardo, cuyo origen y significado está representado como «el rey valiente» o «el rey fuerte».
Debido a sus orígenes etimológicos, el nombre Ricardo ha sido ampliamente utilizado por miembros de la realeza de distintos países durante generaciones. Ejemplo de ello es la tradición inglesa, neerlandesa y angoleña entre otras. Destaca el rey Ricardo I de Inglaterra como ejemplo de nombre de grandes gobernantes.

## Variantes
- Alemán: Richard,Reichard
- Bajo alemán: Ri(c)kert
- Bretón: Richarzh
- Catalán: Ricard
- Gaélico escocés: Ruiseart
- Esloveno: Rihard
- Español: Ricardo
- Esperanto: Rikardo
- Finlandés: Rikhard
- Francés: Richard
- Galés: Rhisiart
- Inglés: Richard
- Irlandés: Ristéard
- Islandés: Ríkharður
- Italiano: Riccardo
- Latín: Ricardus
- Neerlandés: Rijkaard
- Lenguas nórdicas: Rikard, Rickard
- Occitano: Ricard
- Polaco: Ryszard
- Portugués: Ricardo
- Toscano: Frixar
- Euskera: Errikarta

## Apócopes
- Checo: Ríša [riisha], Ričmond [richmond].
- Eslovaco: Rišo, Riško.
- Español: Rica, Rico, Caíto, Cayo (en Guatemala).
- Inglés: Rex, Rix, Ricky, Rich, Dick.
- Polaco: Rysio

## Sobrenombres
- Castellano: Rigardo, Ricardito, Riqui, Richón, Richi, Rickys, Rick, Riki
- Euskera: Ritxi
- Inglés: Ricky, Rich, Rickster, Rickie, Richie.

- Datos: Q15720871
- Multimedia: Ricardo (given name) / Q15720871